# Haus mit Strebepfeilern

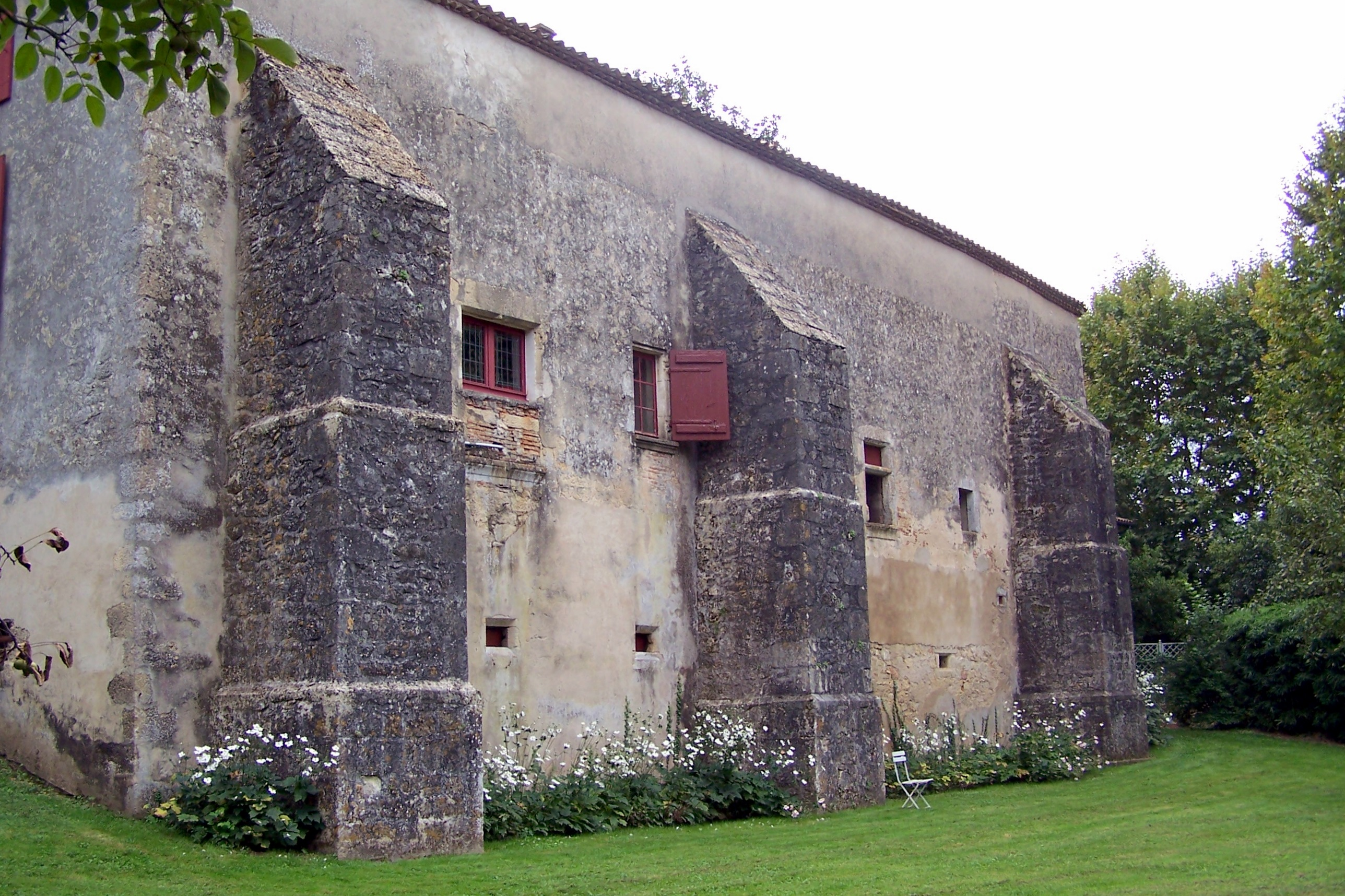
Haus mit Strebepfeiler in Pondaurat

Das sogenannte Haus mit Strebepfeilern (französisch Maison à contreforts) in Pondaurat, einer französischen Gemeinde im Département Gironde in der Region Nouvelle-Aquitaine, wurde im 14. Jahrhundert errichtet. Das Wohnhaus mit Strebepfeilern, gegenüber der Kirche St-Antoine, wurde im Jahr 1990 als Monument historique klassifiziert.
Der Bau gehörte vermutlich zum Hospiz des Antoniterordens, das im 13. Jahrhundert gegründet wurde. Im Jahr 1776 ging die Anlage an den Malteserorden über, der sie bis zur Revolution besaß. Als Bien national wurde das Hospiz am Jakobsweg an verschiedene Käufer versteigert, wobei die Gemeinde einen Teil erwarb.  
An der Südwestecke sind noch Reste der Échauguetten und Teile des Wehrgangs vorhanden.